# 札幌准看護婦殺人事件
札幌准看護婦殺人事件（さっぽろじゅんかんごふさつじんじけん）とは、1991年（平成3年）12月21日に北海道札幌市で起きた殺人事件である。

## 概要
1991年12月21日深夜に北海道札幌市の精神病院で、50代男性患者が病院を抜け出そうとして、シーツで破った帯状の布で准看護婦の両手足を縛り、口と鼻を布などでふさぎ、首を絞めて窒息死させる事件が発生した。検察官は被疑者が犯行当時心神喪失状態だったとして不起訴処分とした。
不起訴処分に対し、被害者の遺族が審査申し立てを行った。札幌検察審査会は法律上は被害者の遺族に申立権はないとして申立は却下する一方で、職権により審査を開始した。被疑者の男性は1993年1月21日に、脱院時に詰所の電話線を切断したり、自分の布団にヤカン等を入れて寝ているように見せかけたり、脱院後に立ち寄ったコンビニで購入したビール等の代金を友人から借りて支払ったりしていた。このことから、心神喪失状態であったと断定するのは大いに疑問があるとして、1993年1月21日に不起訴不当の議決をした。
この議決を受け、検察官は再捜査の結果、被疑者の男性を起訴した。弁護士側は責任能力はなく殺意はなかったと主張したが、1995年3月22日に札幌地裁は「帯状の布を被害者の鼻に巻き付け、絞殺時にも手加減を加えていないこと等から殺意は推認できる」「著しい精神障害はなく、善悪を判断することができた」として被告人の殺意と責任能力を認めた上で、懲役10年の判決を言い渡した。被告人は控訴して殺意の有無が争点になるも、1995年10月26日に札幌高裁は殺意を認定して控訴を棄却して刑が確定した。
懲役10年は検察審査会が議決した後で検察官が起訴した事件の中で最も刑が重いものである。